# La Laja, Guanajuato
La Laja är en ort i Mexiko.   Den ligger i kommunen Xichú och delstaten Guanajuato, i den centrala delen av landet, 230 km norr om huvudstaden Mexico City. La Laja ligger 853 meter över havet och antalet invånare är 272.
Terrängen runt La Laja är kuperad åt sydväst, men åt nordost är den bergig. La Laja ligger nere i en dal. Runt La Laja är det glesbefolkat, med 13 invånare per kvadratkilometer. Närmaste större samhälle är Xichú, 16,2 km sydväst om La Laja. I omgivningarna runt La Laja växer huvudsakligen savannskog.